# Strage della cartiera di Mignagola
La strage della cartiera di Mignagola fu perpetrata da elementi partigiani delle Brigate Garibaldi tra il 27 aprile e i primi giorni del maggio 1945, nella frazione di Mignagola, comune di Carbonera (Treviso) ai danni di civili fascisti o presunti tali rastrellati nella zona. I corpi rinvenuti occultati nei dintorni della cartiera di Mignagola furono 83, senza tener conto di quelli uccisi altrove o gettati nel fiume Sile.

## La strage della cartiera

### Gli avvenimenti
Un gruppo di partigiani delle Brigate Garibaldi, negli ultimi giorni di guerra, predispose alla "Cartiera Burgo" di Mignagola di Carbonera (Treviso) un centro di detenzione improvvisato dove furono incarcerate e spesso uccise numerose persone, molte delle quali civili; alcune di esse furono torturate in modo efferato, e un centinaio furono uccise. Secondo alcuni autori e testimoni, non tutti i corpi sarebbero stati ritrovati, perché occultati, sotterrati in luoghi nascosti, bruciati nei forni della cartiera o sciolti nell'acido, gettati nei fiumi, in particolare nel Sile. Come infatti racconterà molti anni dopo il (22 ottobre 2007) l'ex partigiano Aldo Tognana a Il Gazzettino:
(Testimonianza dell'ex partigiano Aldo Tognana, già comandante della Piazza militare di Treviso pubblicata il 22 ottobre 2007)
Le maggiori efferatezze avvennero all'interno della cartiera, dove il comando era affidato a Gino Simionato, detto "Falco". I responsabili dell'eccidio sarebbero stati appartenenti a due brigate partigiane Garibaldi. Il comando fu inizialmente posto il 26 aprile 1945 a villa Dal Vesco, i cui tre proprietari erano stati assassinati in febbraio. Vennero creati dei posti di blocco nella strade. I fascisti, le persone sospette, militari della RSI sbandati, civili della zona più o meno compromessi con il regime fascista, possidenti locali compromessi con il passato regime, venivano inizialmente interrogati, talvolta torturati. Successivamente venivano spostati nella cartiera Burgo di Mignagola, dove era arrivata il 26 la seconda brigata.

### La banda Collotti
Il 27 aprile era stato sequestrato ad un posto di blocco a Olmi di San Biagio di Callalta (TV) un autocarro e una automobile con sette persone, ovvero la cosiddetta "banda Collotti" che faceva capo al commissario di PS Gaetano Collotti, tra loro c'era anche l'amante di Collotti, in attesa di un figlio. Tutti furono portati alla Cartiera di Mignagola. I partigiani li eliminarono, compresa la donna incinta.

### L'intervento del clero
Il giorno 29 aprile, domenica, il sacerdote don Giovanni Piliego si recò alla cartiera per confessare i prigionieri. Ma il giorno dopo apprese che vari prigionieri visitati il giorno prima erano stati fucilati. Il prete andò il giorno stesso dal vescovo di Treviso, informandolo di quel che aveva visto e chiedendogli di intervenire.

### L'intervento dell'esercito americano

Il sottotenente della Guardia Nazionale Repubblicana Luigi Lorenzi fu crocifisso a due tronchi di legno. Prima di spirare disse: "La croce che Gesù ha portato non può fare paura a un cristiano".

Lo stesso giorno 30 una jeep americana con tre militari arrivò alla cartiera ordinando la cessazione delle attività. In seguito all'intimazione degli americani, la situazione si modificò alquanto, e il giorno 1º maggio il comando della prima brigata fu spostato all'asilo parrocchiale di Carbonera. Tuttavia gli arresti le torture e le uccisioni sarebbero continuati ancora nei locali della cartiera Burgo. Nei giorni successivi furono uccisi: Galli Ilio (4 maggio), Linari Umberto (1º maggio), Menegaldo Angelo (2), Scarano Rocco (3),Spinelli Enzo (3), Bellio Giacomo Arturo (7), Zamboni Luigi (5), Testa Mario (4), Vocialta Guido (3), Sartori Giovanni B. (8), Mollica Giuseppe e Monaco Nicola (primi di maggio), Morani Benito (8), Pianca Emilio (primi di maggio), Polesel Antonio (3). Il sottotenente Lorenzi Luigi della Guardia Nazionale Repubblicana fu ucciso l'8 maggio. Il milite diciottenne della Guardia Nazionale Repubblicana Tullio Fontebasso fu ucciso il 3 maggio nella cartiera Burgo dopo un processo sommario.
L'atteggiamento dei partigiani di "Falco" lascia intendere una supposta garanzia di impunità che il partigiano Romeo Marangon "Andrea" arrivò a definire come una sorta di Carta bianca della durata di cinque giorni.

### L'intervento del CLN
I 6 partiti impegnati nella liberazione erano uniti nel CLN. Tuttavia il CLN aveva una funzione politica, non militare. Sul piano militare svolgeva una funzione di indirizzo, i 6 partiti (più il Partito Repubblicano che non faceva parte del CLN) avevano proprie strutture militari con una propria gerarchia, ma i rapporti con le formazioni partigiane combattenti non erano sempre facili e lineari.
Il CLN ordinò un'inchiesta, estesa anche ai fatti della strage di Oderzo. A seguito dell'inchiesta il CLN, a eccidi ultimati, il 30 maggio 1945 ordinò a Ennio Caporizzi, comandante della piazza militare di Treviso, l'espulsione dalle sue file del partigiano comunista Gino Simionato detto "Falco" e poi spiccò nei suoi confronti un mandato di arresto..
Prosciolto nel processo relativo ai "fatti della Burgo", fu invece condannato per l'uccisione del fascista Antonio Chinellato e per furto. Rimase in carcere dal 1946 al 1954, poi emigrò in Francia e successivamente si stabilì a Valmadonna di Alessandria sotto la protezione del Partito comunista locale.

## Il processo
Contro gli autori della strage fu istruito un processo già nell'estate del 1945 sollecitato dai familiari delle vittime. La Legione territoriale dei carabinieri di Padova, stazione di Treviso inoltrò allora un dettagliato rapporto al Tribunale civile e Penale di Treviso in cui si indicavano i luoghi in cui presumibilmente, secondo le testimonianze raccolte, erano stati occultati i corpi di numerosi fascisti.
Le indagini risultano difficoltose fin dal principio a causa della reticenza di molti testimoni, tanto che un rapporto dei carabinieri riportò: Nessuno vuole parlare...tutti sono terrorizzati, perché i colpevoli sono in circolazione... coloro che potrebbero dare preziose notizie, vivono ancora sotto l'incubo della rappresaglia
Il 5 gennaio 1948, il parroco di Carbonera, don Ernesto Dal Corso fu chiamato a deporre davanti al giudice istruttore Aldo Loasses circa i fatti cui aveva assistito durante le visite alla cartiera Burgo:
(Deposizione del parroco di Carbonera don Ernesto Dal Corso al giudice istruttore Aldo Loasses 5 gennaio 1948)
Il 18 dicembre 1948, i carabinieri della stazione di Silea inviarono al giudice Loasses un rapporto in cui indicavano i presumibili componenti del tribunale del popolo istituito nella cartiera Burgo (tra cui Polo Roberto (Tedesco), Caldato Marcello (Sauro), Sponchiado Antonio (Fortunello)).
Il 31 marzo 1949, il partigiano Marcello Caldato detto "Sauro" così testimoniò circa il proprio coinvolgimento nei fatti e sulle azioni criminose commesse da Gino Simionato "Falco":
(Deposizione del partigiano Marcello Caldato detto "Sauro" al giudice istruttore Aldo Loasses 31 marzo 1949)
Ancora il 7 luglio 1949, il partigiano Marcello Ranzato testimoniò circa gli avvenimenti che si svolgevano all'interno della cartiera, in particolare circa lo svolgimento dei processi sommari e le relative fucilazioni:
(Deposizione del partigiano Marcello Ranzato al giudice istruttore Aldo Loasses 7 luglio 1949)
Il 20 dicembre 1949, il fascista Egidio Callegari, superstite della cartiera Burgo, testimoniò circa l'uccisione dell'ausiliaria Armida Spellanzon:
(Deposizione del fascista repubblicano Egidio Callegari al giudice istruttore Aldo Loasses il 20 dicembre 1949)

### La sentenza
Il processo ebbe conclusione il 24 giugno 1954 con l'assoluzione in istruttoria degli imputati, infatti, dopo aver appurato i fatti criminosi e gli autori degli stessi, si ritenne corretto "non doversi procedere" poiché gli omicidi avvennero nel corso della guerra di liberazione e che quindi ricadessero nell'Amnistia Togliatti. Segue il testo della sentenza del Giudice istruttore di Treviso Favara:
1) Vocialta Guido, 2) Frasson Narciso, 3) Pessot Angelo, 4) Tiveron Antonio, 5) Schileo Carlo, 6) Saccani Francesco, 7) Polesel Benvenuto, 8) Pianca Emilio, 9) Monaco Nicolò, 10 Collotti Gaetano, 11) Paccon Bruno, 12) Reffo Vasco, 13) Speranzon Armida, 14) Scarano Rocco, 15) Spinelli Enzo, 16) Facco Mario, 17) Poggi Mario, 18) Menegaldo Angelo, 19) Mion Luigi, 20) De Biasi Candido, 21) Mion Pietro, 22) Fontebasso Massimo, 23) Fontebasso Tullio, 24) Faccini Teseo, 25) Carniato Rino, 26) Testa Mario, 27) Galli Illio, 28) Lorenzi Luigi, 29) Faedi Antonio, 30) Brunelli Guido, 31) Annichiarico Fedele, 32) Bellio Giacomo, 33) Muffato Ferdinando...

Per quanto sia altamente deplorevole la indiscriminazione con cui taluni partigiani o patrioti ebbero a sfogare la mal repressa rabbia, troppo spesso senza accertarsi prima della colpevolezza dei singoli individui rastrellati, fra i quali si trovavano certamente giovani aderenti al movimento contrario non per loro volontà, bensì per necessità o per costrizione; per quanto ripugni il pensiero che questi ultimi abbiano meritato di avere la vita stroncata, per mere apparenze e presunzioni, alle volte fallaci, resta pur fuori discussione l'intenzione, offuscata sia pure da torbide passioni di parte, mirante alla rappresaglia e allo sterminio contro chi direttamente o indirettamente aveva prestato il proprio braccio o la propria mente al servizio del nemico invasore e quindi estranea a ogni motivo o fine di vendetta personale non politica.

P.Q.M. visto gli art. 378,591 C.P.P., 151 C.P. e 2 e 4 N.1D.P. 22-6-1946, n.4 e 1 comma primo D.L.L. 17-XI-1945, n.719, sulle conformi conclusioni del P.M. dichiara non doversi procedere a carico degli imputati indicati in epigrafe in ordine ai reati loro rubricati, perché estinti per effetto amnistia.
Treviso, 24 giugno 1954
 Il Giudice Istruttore Favara»
(Sentenza del giudice istruttore Favara 24 giugno 1954)

### Il numero delle vittime
I metodi usati per eliminare i cadaveri non permisero un accertamento del numero delle vittime. Vi sono fonti contrastanti: un sopravvissuto, maresciallo della Guardia Nazionale Repubblicana, parlò di 2000 fascisti internati di cui 900 fucilati; il parroco di Carbonera parlò invece di 92 vittime uccise nel giro di 10-12 giorni. La stessa cifra è riportata nelle relazioni della polizia allegate agli atti del processo. Al di là dei numeri riportati dalle testimonianze, i corpi occultati e successivamente rinvenuti nei dintorni della cartiera di Mignagola furono 83.